# 面向比特的协议
面向比特的协议是一种通信协议，它将发送的数据视为“不透明”的无语义或其他意义的比特流。控制字符是根据比特序列而不是字符来定义的。面向比特的协议可以传输数据帧而不管帧的内容如何。它也可以被描述为位填充这种允许数据帧包含任意数量位的技术，并且允许字符代码具有任意数量的位或字符。
同步组帧高级数据链路控制是一种流行的比特定位协议。
同步成帧高级数据链路控制可以这样工作：
- 每个帧以一个特殊的位模式01111110开始和结束，这被称为标志字节。
- 位填充技术用于防止接收机检测用户数据中的特殊标志字节，例如每当发件人的数据链接层在数据中遇到5个连续的数据链接层时，它就会自动填充0到输出流中。